# Валишевский, Казимир
Казими́р Фе́ликсович Валише́вский (пол. Kazimierz Waliszewski; 19 ноября 1849, Голе, Царство Польское — 1935, Париж, Третья французская республика) — польский историк, писатель

 и публицист, известный в России сочинениями по придворной истории XVIII века (эпоха дворцовых переворотов), которые пересыпаны салонными анекдотами и подробностями интимной жизни правителей.

## Биография
Окончил гимназию в Варшаве. Затем обучался в иезуитской школе в Меце (Франция) и в школе права в Нанси, а завершил образование в Парижской школе права, где получил степень доктора юридических наук. В 1875—1884 гг. преподавал в Кракове, с 1885 г. постоянно жил и работал во Франции. С конца 1870-х начал публиковать статьи, сборники документов, книги, посвящённые экономическим и правовым проблемам.
Широкую известность К. Валишевскому принесла серия произведений, посвящённых истории России XVII—XIX вв. Он издаёт во Франции на французском языке, начиная с 1893 года, одну за другой книги о русских царях и императорах, об их окружении. Книги Валишевского были объединены в серию «Происхождение современной России» (название по образцу «Происхождения современной Франции» Ипполита Тэна) и охватывают период между царствованиями Ивана Грозного и Александра I.
Более тридцати лет К. Валишевский посвятил изучению России. Он работал в архивах Парижа и Лондона, Берлина и Вены, а также Петербурга, где пользовался покровительством Великого князя Николая Михайловича. Монархист по своим политическим воззрениям, Валишевский был постоянным сотрудником газеты «Новое время» А. С. Суворина. 
Последняя его книга, посвященная Александру I, вышла в Париже в 1923 году. В 1929 году «за большой вклад в современную историографию» Валишевский был удостоен награды французской Академии наук. Умер в Париже в 1935 году.
Сочинения Валишевского пришли к российскому читателю в период правления Николая II (между Первой русской революцией и началом Первой мировой войны) и приобрели большую популярность. Г. Балицкий, редактор русского издания книги Валишевского «Пётр Великий», объясняет это повысившимся интересом к отечественной истории, а также тем, что жизнь и деятельность Петра I (как и некоторых других исторических личностей) получили недостаточно полное освещение в литературе: «Мы ещё не дождались лучшей его характеристики историка Ключевского». В период перестройки в СССР были выпущены многочисленные репринты дореволюционных изданий французского писателя. Его труды неоднократно переиздавались и впоследствии. В частности, в 2013 году стартовал литературный проект Б. Акунина «История Российского государства», где публикуются не только оригинальные произведения писателя, но и рекомендованные им сочинения на историческую тематику. Среди последних — несколько работ Валишевского: «Иван Грозный», «Смутное время», «Образование государства» (1-я часть книги «Первые Романовы»), «Восстановление нации» (2-я часть книги «Первые Романовы»).

## Критика
Исторические сочинения Валишевского принято считать не имеющими научной ценности. Ещё до революции авторы энциклопедии Гранат констатировали: «Живо написанные и изобилующие бытовыми подробностями в научном отношении оцениваются как крайне легковесные, часто не возвышающиеся над уровнем заурядного исторического романа». Большая советская энциклопедия даёт профессиональным качествам Валишевского-историка не менее суровую оценку:

Сосредоточивая своё внимание исключительно на личной жизни царствующих особ, Валишевский даёт лишь историю придворных интриг и любовных похождений и анекдотов; какой-либо социальный анализ в сочинениях Валишевского совершенно отсутствует.
Несмотря на эти недостатки, книги Валишевского активно использовались некоторыми отечественными авторами. Так, А. Д. Нечволодов обращался к его сочинениям при создании «Сказаний о Русской земле». На материале работ Валишевского частично основана и характеристика событий Смутного времени, сделанная Б. Акуниным в 4-м томе «Истории Российского государства».

## Произведения
- «Потоцкий и Чарторыйский» (1887);
- «Польско-французские отношения в XVII веке: 1644—1667» (1889);
- «Екатерина Великая. Роман одной императрицы» (1893, в других переводах: «Роман императрицы Екатерины Второй», «Роман императрицы»);
- «Вокруг трона» (1894);
- «Петр Великий» (1897);
- «Марысенька (Мария де Лагранж д’Аркьен), жена Собеского, королева Польши. 1641—1716» (1898);
- «Наследие Петра Великого» (1900, в других переводах: «Преемники Петра Великого», «Царство женщин»);
- «Русская литература» (1900);
- «Последняя из Романовых. Елизавета I» (1902, в русском переводе: «Дочь Петра Великого»);
- «Иван Грозный» (1904);
- «Революционный кризис. 1584—1614» (1906, в русских переводах: «Смутное время», «Великая разруха»);
- «Колыбель династии. Первые Романовы. 1613—1682» (1909, в русском переводе: «Первые Романовы»; в библиотеке проекта «История Российского государства» части этой книги напечатаны как самостоятельные произведения);
- «Сын Екатерины Великой. Павел I» (1912);
- «Неизвестная Польша» (1919);
- «Александр I» (1923).

Валишевскому принадлежит издание исторических документов, относящихся к царствованию Яна Собеского (1879—81), и «Korespondencja ks. K. Radziwiłła» (1889). Интерес представляют также статьи «Obyczaje ekonomiczne we Francji», «Wychowanie publiczne we Francji», «Poselstwo hr. de Broglie», «Królowa Marja Ludwika».